# レノヴァ
レノヴァ・グループ（ロシア語: Ренова、英語：Renova Group）はロシアの新興財閥（オリガルヒ）ヴィクトル・ヴェクセリベルクが所有するロシアの複合企業（コングロマリット）である。1990年、ヴェクセリベルクとアメリカの実業家レオナルド・ブラヴァトニクによって設立された。（現在は、ヴェクセリベルクが単独で所有していると見られている。）
1996年、傘下のイルクーツク・アルミニウム工場とウラル・アルミニウム工場を合併させ、シベリア・ウラル・アルミニウム（SUAL）を設立した。その後も、買収を進めロシアで二番目のアルミニウム会社となった。2006年、SUALは、オレグ・デリパスカのルサールとスイスの商社グレンコアのアルミニウム部門と経営統合した。新会社の持ち株比率はルサールが66％、SUALが22％、グレンコアが12％。
レノヴァ・グループは、英露の合弁石油企業TNK-BPの株式12.5％を所有している（残りはアクセス・インダストリーズが12.5％、アルファ・グループが25％、BPが50％）。
またレノヴァ・グループは、金融、建設、インフラ、通信、小売など多数の企業を傘下に収めている。